# Макдональд, Тоби
То́биас Фре́нсис «То́би» Макдо́нальд (англ. Tobias Francis "Toby" McDonald; 30 апреля 1951 — 23 января 2025) — канадский кёрлингист и тренер по кёрлингу. Юрист.
В составе мужской сборной Канады участник чемпионата мира 1976 (заняли девятое место — по состоянию на 2022 год худший результат мужской сборной Канады на чемпионатах мира). Чемпион Канады среди мужчин (1976) (первая победа команды провинции Ньюфаундленд на национальном мужском чемпионате по кёрлингу).
Играл на позиции третьего.
Как тренер мужской сборной Канады участник зимних Олимпийских игр 2006 (стали олимпийскими чемпионами). Вместе со всей командой награждён Орденом Ньюфаундленда и Лабрадора (англ. Order of Newfoundland and Labrador).

## Достижения
- Чемпионат Канады по кёрлингу среди мужчин: золото (1976).
- Приз имени Росса Харстона за воплощение спортивного духа (англ. Ross Harstone Sportsmanship Award) мужского чемпионата Канады: 1998[5].

## Команды
| Сезон   | Четвёртый       | Третий           | Второй        | Первый       | Запасной        | Турниры                     |
| ------- | --------------- | ---------------- | ------------- | ------------ | --------------- | --------------------------- |
| 1975—76 | Джек Макдафф    | Тоби Макдональд  | Даг Хадсон    | Кен Темплтон |                 | ЧК 1976 · ЧМ 1976 (9 место) |
| 1978—79 | Джефф Томас     | Тоби Макдональд  | Peter Hollett | Ken Thomas   |                 | ЧК 1979 (11 место)          |
| 1980—81 | Тоби Макдональд | Jim Miller       | John Allan    | Neil Young   |                 | ЧК 1981 (11 место)          |
| 1991—92 | Glenn Goss      | Geoff Cunningham | John Allan    | Neil Young   | Тоби Макдональд | ЧК 1992 (6 место)           |
| 1996—97 | Тоби Макдональд | Paul Withers     | Lloyd Powell  | Paul Green   |                 | [ 6 ]                       |
| 1997—98 | Тоби Макдональд | Wayne Hamilton   | Lloyd Powell  | Paul Withers | Wayne Young     | ЧК 1998 (9 место)           |
| 2001—02 | Mark Noseworthy | Bill Jenkins     | Randy Turpin  | Ian Kerr     | Тоби Макдональд | ЧК 2002 (9 место)           |

(скипы выделены полужирным шрифтом)

## Результаты как тренера национальных сборных
| Год  | Турнир                       | Команда          | Место |
| ---- | ---------------------------- | ---------------- | ----- |
| 2006 | Зимние Олимпийские игры 2006 | Канада (мужчины) | 1     |

## Частная жизнь
Вне кёрлинга работал юристом в юридической фирме McDonald & Hounsell Law Offices в городе Сент-Джонс (провинция Ньюфаундленд и Лабрадор). Окончил Университет Нью-Брансуика (1975). Является королевским адвокатом (англ. Queen’s Counsel) и лауреатом Премии Общества юристов Гордона М. Стерлинга за выдающиеся заслуги (англ. recipient of the Law Society’s Gordon M. Stirling Distinguished Service Award). Почётный доктор права Мемориального университета Ньюфаундленда.
Скончался 23 января 2025 года в возрасте 75 лет.